# تاتیانا تر-مسروبیان
تاتیانا ادواردی تر-مسروبیان ( روسی: Татьяна Эдуардовна Тер-Месропян؛ زادهٔ ۱۲ مهٔ ۱۹۶۸) ورزشکار دو و میدانی در رشته پرش طول ارمنی‌تبار اهل روسیه است که در مسابقات بین‌المللی در مجموع موفق به کسب ۱ مدال طلا، ۱ مدال نقره و ۱ مدال برنز شده‌است.

## دستاوردها
| سال                        | مسابقه                                      | محل برگزاری                | مقام                       | رویداد                     | توضیحات                    |
| نماینده اتحاد جماهیر شوروی | نماینده اتحاد جماهیر شوروی                  | نماینده اتحاد جماهیر شوروی | نماینده اتحاد جماهیر شوروی | نماینده اتحاد جماهیر شوروی | نماینده اتحاد جماهیر شوروی |
| -------------------------- | ------------------------------------------- | -------------------------- | -------------------------- | -------------------------- | -------------------------- |
| ۱۹۸۶                       | مسابقات قهرمانی دو و میدانی جوانان جهان     | آتن، یونان                 | 3ام                        | پرش طول                    | ۶٫۳۹ متر                   |
| نماینده روسیه              |                                             |                            |                            |                            |                            |
| ۱۹۹۸                       | مسابقات قهرمانی دو و میدانی داخل سالن اروپا | والنسیا، اسپانیا           | 2ام                        | پرش طول                    | ۶٫۷۲ متر                   |
| ۲۰۰۳                       | Military World Games                        | کاتانیا، ایتالیا           | 1ام                        | پرش طول                    | ۶٫۰۳ متر                   |